# Infinity Awards
Los Infinity Awards son los premios de fotografía entregados por el Centro internacional de Fotografía (ICP) desde 1985 «para llamar la atención del público a los logros destacados en la fotografía y homenajear a las personas con una trayectoria profesional destacada y que han proporcionado caminos para el futuro». 
El premio Infinity Award, diseñado por Louis Dorfsman, es una réplica de una película de 35 mm con un símbolo de infinito sobre ella. Este símbolo fue escogido «porque las posibilidades del medio fotográfico son prácticamente infinitas». 
Existen premios en diferentes modalidades y temáticas: Premio a la trayectoria profesional, los premios Cornell Capa que hasta el año 2000 se denominaba Master of Photography, el premio de los consejeros del ICP, premio de fotografía de moda, publicitaria y aplicada, premio de fotoperiodismo, premio de arte, premio de literatura, premio a la publicación, premio de diseño, premio al fotógrafo nobel y premio de reconocimiento especial.
Entre los premiados se encuentran los siguientes.

## Premio a la trayectoria profesional
- 2020 - Don McCullin
- 2019 - Rosalind Fox Solomon
- 2018 - Bruce Davidson
- 2017 - Harry Benson
- 2016 - David Bailey
- 2015 - Graciela Iturbide
- 2014 - Jürgen Schadeberg
- 2013 - David Goldblatt
- 2012 - Daido Moriyama
- 2011 - Elliott Erwitt
- 2010 - John G. Morris
- 2009 - Annie Leibovitz
- 2008 - Malick Sidibé
- 2007 - William Klein
- 2006 - Lee Friedlander
- 2005 - Bruce Weber
- 2004 - William Eggleston
- 2003 - Bernd y Hilla Becher
- 2002 - Michael E. Hoffman (1942–2001)/Aperture Foundation
- 2001 - Roger Therond
- 2000 - Nathan Lyons[1]
- 1999 - Harold Evans
- 1998 - Naomi Rosenblum y Walter Rosenblum
- 1997 - Robert Delpire
- 1996 - Cornell Capa
- 1995 - John Szarkowski
- 1994 - Howard Chapnick
- 1993 - Stefan Lorant
- 1992 - Carl Mydans
- 1991 - Andreas Feininger
- 1990 - Gordon Parks
- 1989 - Alexander Liberman
- 1988 - Edwin H. Land
- 1987 - Harold Edgerton
- 1986 - Edward K. Thompson

## Premio Cornell Capa
- 2015 - Graciela Iturbide
- 2014 - Jürgen Schadeberg
- 2013 - David Goldblatt
- 2012 - Ai Weiwei
- 2011 - Ruth Gruber
- 2010 - Peter Magubane
- 2009 - Letizia Battaglia
- 2008 -
- 2007 - Milton Rogovin
- 2006 - Don McCullin
- 2005 - Susan Meiselas
- 2004 - Josef Koudelka
- 2003 - Marc Riboud
- 2002 - Here is New York: a democracy of photographs
- 2001 - Mary Ellen Mark
- 2000 - Robert Frank

## Master of Photography
- 1999 - Arnold Newman
- 1998 - Roy DeCarava
- 1997 - Helen Levitt
- 1996 - Horst P. Horst
- 1995 - Eve Arnold
- 1994 - Henri Cartier-Bresson
- 1993 - Richard Avedon
- 1992 - Lennart Nilsson
- 1991 - Harry Callahan
- 1990 - Yousuf Karsh
- 1989 - Berenice Abbott
- 1988 - Alfred Eisenstaedt
- 1987 - Manuel Álvarez Bravo
- 1986 - Hiroshi Hamaya
- 1985 - André Kertész

## Premio de los consejeros del ICP
- 2011 - La familia Durst
- 2010 - Gilbert C. Maurer
- 2009 - Gayle G. Greenhill
- 2008 - Diane Keaton
- 2007 - Karl Lagerfeld
- 2006 - Getty Images/Mark Getty e Jonathan Klein

## Premio de fotografía aplicada,fotografía de modaopublicitaria
- 2014 : Steven Klein
- 2013 - Erik Madigan Heck
- 2012 - Maurice Scheltens y Liesbeth Abbenes
- 2011 - Viviane Sassen
- 2010 - Daniele Tamagni
- 2009 - Tim Walker
- 2008 - Craig McDean
- 2007 - Gap
- 2006 - Steven Meisel
- 2005 - Deborah Turbeville[2]
- 2004 - Alison Jackson
- 2003 - Thái Công
- 2002 - RJ Muna
- 2001 - Philip-Lorca diCorcia
- 2000 - Hubble Heritage Project
- 1999 - Julius Shulman
- 1998 - Inez van Lamsweerde y Vinoodh Matadin
- 1997 - David LaChapelle
- 1996 - Wolfgang Volz
- 1995 - Josef Astor
- 1994 - Bruce Weber
- 1993 - Geof Kern
- 1992 - Oliviero Toscani
- 1991 - Herb Ritts
- 1990 - Annie Leibovitz
- 1989 - Joyce Tenneson
- 1988 - Guy Bourdin
- 1987 - Jay Maisel
- 1985 - Sarah Moon

## Premio de fotoperiodismo
- 2018 : Amber Bracken
- 2017 : Edmund Clark y Crofton Black
- 2016 : Zanele Muholi
- 2015 : Tomas van Houtryve
- 2014 : Stephanie Sinclair y Jessica Dimmock
- 2013 : David Guttenfelder
- 2012 : Benjamin Lowy
- 2011 - Adrees Latif
- 2010 - Reza
- 2009 - Geert van Kesteren
- 2008 - Anthony Suau
- 2007 - Christopher Morris, My America
- 2006 - Yuri Kozyrev
- 2005 - The New Yorker
- 2004 - Simon Norfolk
- 2003 - Alex Majoli
- 2002 - Tyler Hicks
- 2001 - Luc Delahaye
- 2000 - James Nachtwey
- 1999 - Alexandra Boulat
- 1998 - Steve Hart
- 1997 - Mary Ellen Mark
- 1996 - Lise Sarfati
- 1995 - Gilles Peress
- 1994 - Hans-Jurgen Burkard
- 1993 - James Nachtwey
- 1992 - Christopher Morris
- 1991 - Antonin Kratochvil
- 1990 - Jacques Langevin
- 1989 - James Nachtwey
- 1988 - Sebastião Salgado
- 1987 - Eugene Richards
- 1986 - Sebastião Salgado
- 1985 - Alberto Venzago

## Premio de arte
- 2019 - Dawoud Bey
- 2018 - Samuel Fosso
- 2017 - Sophie Calle
- 2016 - Walid Raad
- 2015 - Larry Fink
- 2014 - James Welling
- 2013 - Mishka Henner
- 2012 - Stan Douglas
- 2011 - Abelardo Morell
- 2010 - Lorna Simpson
- 2009 - Rinko Kawauchi
- 2008 - Edward Burtynsky
- 2007 - Tracey Moffatt
- 2006 - Thomas Ruff
- 2005 - Loretta Lux
- 2004 - Fiona Tan
- 2003 - Zarina Bhimji
- 2002 - Shirin Neshat
- 2001 - Andreas Gursky
- 2000 - Adam Fuss
- 1999 - Hiroshi Sugimoto
- 1998 - Sigmar Polke
- 1997 - Christian Boltanski
- 1996 - Annette Messager
- 1995 - Clarissa T. Sligh
- 1994 - Cindy Sherman
- 1993 - Anselm Kiefer
- 1992 - Mike and Doug Starn
- 1991 - Duane Michals
- 1990 - Chuck Close
- 1989 - Arnulf Rainer
- 1988 - Georges Rousse e Joel-Peter Witkin
- 1987 - Robert Rauschenberg
- 1986 - Lucas Samaras
- 1985 - David Hockney

## Premio de literatura
- 2011 - Gerry Badger
- 2010 -  Luc Sante
- 2009 - Aveek Sen
- 2008 - Bill Jay
- 2007 - David Levi Strauss
- 2006 - Geoff Dyer
- 2005 - Vince Aletti
- 2004 - Scott Sinclair
- 2001 - Eugenia Parry
- 2000 - Andy Grundberg
- 1999 - John Morris
- 1998 - Robert Coles
- 1997 - Vicki Goldberg
- 1996 - A.D. Coleman
- 1995 - Deborah Willis
- 1994 - Maria Morris Hambourg y Pierre Apraxine
- 1993 - Arthur C. Danto
- 1992 - Alan Trachtenberg
- 1991 - Anna Fárová
- 1990 - Max Kozloff
- 1989 - John Szarkowski
- 1988 - Peter Galassi

## Premio a la publicación
- 2015 - The Notion of Family, LaToya Ruby Frazier
- 2014 - Holy Bible, Adam Broomberg y Oliver Chanarin
- 2013 - The Afronauts, Cristina de Middel
- 2012 - The Worker Photography Movement [1926–1939], Museo Nacional Centro de Arte Reina Sofía
- 2011 - From Here to There. Alec Soth.
- 2010 - Looking In: Robert Frank's "The Americans". Sarah Greenough.
- 2009 - Desert Cities. Aglaia Konrad.
- 2008 - An American Index of the Hidden and Unfamiliar. Taryn Simon.
- 2007 - Sommes-Nous?. Tendance Floue.
- 2006 - Things As They Are, Photojournalism in Context Since 1955. Chris Boot Ltd.
- 2005 - Lodz Ghetto Album: Photographys by Henryk Ross. Chris Boot Ltd.
- 2004 - Diane Arbus: Revelations, Doon Arbus and Elizabeth Sussman. Random House.
- 2003 - Hide That Can, Deirdre O'Callaghan. Trolley Ltd.
- 2002 - Kiosk: A History of Photojournalism, Robert Lebeck and Bodo von Dewitz. Steidl.
- 2001 - Unclassified: A Walker Evans Anthology, Jeff L. Rosenheim and Douglas Eklund. Scalo.
- 2000 - Sumo, Helmut Newton. Taschen.
- 1999 - Juárez: The Laboratory of Our Future, Charles Bowden. Aperture.
- 1998 - REQUIEM by the Photographers Who Died in Vietnam and Indochina, Horst Faas and Tim Page, Editors. Random House.
- 1997 - The Killing Fields, Chris Riley and Douglas Niven, Editors. Twin Palms Publishers.
- 1996 - The Silence, Gilles Peress. Scalo.
- 1995 - Americans We, Photographs and Notes, Eugene Richards. Aperture.
- 1994 - Workers: An Archaeology of the Industrial Age, Sebastião Salgado and Lélia Wanick Salgado. Aperture.
- 1993 - The New York School of Photographs 1936–1963, Jane Livingston. Stewart, Tabori & Chang, Inc.
- 1992 - Passage, Irving Penn. Alfred A. Knopf and Callaway Editions.
- 1991 - Unguided Tour, Sylvia Plachy. Aperture.
- 1990 - On the Art of Fixing a Shadow. Bulfinch Press.
- 1989 - Exiles, Josef Koudelka. Centre National de la Photographie.
- 1988 - Desert Cantos, Richard Misrach. University of New Mexico Press.
- 1987 - New York to Nova Scotia, Robert Frank. Museum of Fine Arts, Houston.
- 1986 - Let Truth Be the Prejudice, W. Eugene Smith. Aperture.
- 1985 - Photo Poche. Centre National de la Photographie.

## Premio de diseño
- 1999 - Bart Houtman e Guido van Lier
- 1998 - J. Abbott Miller
- 1997 - Chip Kidd
- 1996 - Markus Rasp
- 1995 - Yolanda Cuomo
- 1993 - David Carson
- 1992 - Gunter Rambow
- 1991 - Gran Fury
- 1989 - Michael Rand
- 1988 - Werner Jeker
- 1987 - Hans-Georg Pospischil
- 1986 - Alan Richardson

## Premio al fotógrafo nobel
- 2019 - Jess T. Dugan
- 2018 - Natalie Keyssar
- 2017 - Vasantha Yogananthan
- 2015 - Evgenia Arbugaeva
- 2014 - Samuel James
- 2013 - Kitra Cahana
- 2012 - Anouk Kruithof
- 2011 - Peter van Agtmael
- 2010 - Raphaël Dallaporta
- 2009 - Lieko Shiga
- 2008 - Mikhael Subotzky
- 2007 - Ryan McGinley
- 2006 - Ahmet Polat
- 2005 - Tomás Munita
- 2004 - Tomoko Sawada
- 2003 - Jonas Bendiksen
- 2002 - Lynsey Addario
- 2001 - Elinor Carucci
- 2000 - Zach Gold
- 1999 - Nicolai Fuglsig
- 1998 - Michael Ackerman
- 1997 - Lauren Greenfield
- 1996 - Eva Leitolf
- 1995 - Sean Doyle
- 1994 - Fazal Sheikh
- 1993 - Nick Waplington
- 1992 - Klaus Reisinger
- 1991 - Walter Dhladhla
- 1990 - Miro Svolik
- 1989 - Pablo Cabado
- 1988 - Marc Trivier
- 1987 - Paul Graham
- 1986 - Anthony Suau
- 1985 - Masaaki Miyazawa

## Premio de reconocimiento especial
- 2019 - Shahidul Alam
- 2018 - Juergen Teller
- 2015 - Mario Testino
- 2013 - Jeff Bridges
- 2002 - Special Recognition, The New York Times, "Portraits of Grief"
- 1999 - Special Award, Professor L. Fritz Gruber
- 1994 - Special Citation, Charles Kuralt
- 1991 - Special Citation, Kazuo Suzuki
- 1990 - Curatorial Achievement, Grace Mayer
- 1988 - Certificate of Merit, Wu Yinxian

## Premio de Nuevos Medios y Plataforma Online
- 2018 -  Women Photograph
- 2017 -  For Freedoms
- 2016 - Jonathan Harris y Gregor Hochmuth por Network Effect
- 2015 - Question Bridge: Black Males